# 岩貞和明
岩貞 和明（いわさだ やすあき）は、Jリーグメディアプロモーションの経営戦略本部に所属する社員。

## 概要
Jリーグのプロモーション関係を一手に引き受けており、ブランド力向上のため、メディアへの露出を積極的に提言している。特に、足立梨花や木下優樹菜などの若い女優やモデルを特命PR部女子マネージャーとして推薦し起用する事で、20代の若い女性層の獲得を図っている。
2019年にJリーグが発表した「Jリーグデジタルアセットハブ」（通称、JリーグFUROSHIKI）では、試合などの映像や写真のデータの権利をJリーグが一括保有し、クラウドコンピューティング上に保存して必要なときに取り出せるようにしたシステムであり、岩貞が映像事業部長として同システムの開発に関わっている。
スポーツ業界以外のコラボレーション企画にも積極的に関わり、テレビアニメ『名探偵コナン』ではゲスト声優と企画協力を担当、劇場版アニメ 『名探偵コナン 11人目のストライカー』と『ルパン三世VS名探偵コナン THE MOVIE』では、三浦知良ら現役Jリーガーがゲスト声優として参加することから、企画者としても名を連ねている。

## 声優・企画協力

### テレビアニメ
- 名探偵コナン（2014年 -2023年、オルテガ、マスコミ、岩貞和明）

### 劇場アニメ
- 名探偵コナン 11人目のストライカー（2012年、Jリーグスタッフ、企画協力）[3]
- ルパン三世VS名探偵コナン THE MOVIE（2013年、スペシャルサポーター）